# Hagenbachia
Hagenbachia Nees et Mart. – rodzaj roślin z rodziny szparagowatych. Obejmuje 6 gatunków występujących w Ameryce Środkowej i Ameryce Południowej, na obszarze Boliwii, Brazylii, Ekwadoru, Kolumbii, Kostaryki, Panamy i Paragwaju. Rośliny z tego rodzaju zasiedlają formacje trawiaste, caatinga, lasy deszczowe, lasy górskie i lasy mgliste.
Nazwa naukowa rodzaju honoruje Karla Friedricha Hagenbacha, żyjącego w latach 1771–1849 szwajcarskiego botanika i anatoma. 

## Morfologia
PokrójWieloletnie rośliny zielne o wysokości do 70 cm.
PędyKrótkie kłącze, z którego wyrastają mięsiste, ale nigdy bulwiaste korzenie.
LiścieLiście odziomkowe równowąskie, wąsko eliptyczne do wąsko podługowatych, niekiedy sierpowate, całobrzegie, ogryzione lub rzadko ząbkowane. Głąbiki nagie lub z 1–4 zredukowanymi liśćmi łodygowymi.
KwiatyDrobne, białe, zebrane w groniasty lub wiechowaty kwiatostan z kilkoma kwiatami wyrastającymi z każdego węzła. Każdy kwiat wsparty jest przysadką. Szypułki zwykle członowane pośrodku lub poniżej. Listki okwiatu wąsko podługowate do wąsko eliptycznych, nieskręcające się po przekwitnięciu. Nitki pręcików równowąskie do wąsko szydłowatych, rzadko maczugowate, gładkie do brodawkowatych. Pylniki skierowane do wewnątrz, osadzone grzbietowo blisko nasady, niekiedy obrotne. Zalążnia z 2–6 anatropowymi zalążkami w każdej komorze.
OwoceMałe torebki, pękające komorowo, płytko trójklapowane, szersze niż dłuższe. Nasiona czarne, nieregularnie ściśnięte i pofałdowane.
Gatunki podobneRośliny z rodzaju Echeandia, które wytwarzają bulwy korzeniowe, mają większe kwiaty i 8 lub więcej zalążków w każdej komorze zalążni.

## Systematyka
Pozycja systematycznaRodzaj z plemienia Anthericeae w podrodzinie agawowych Agavoideae w obrębie rodziny szparagowatych Asparagaceae. Historycznie zaliczany do rodzin hemodorowatych, liliowatych i pajęcznicowatych (Anthericaceae).
Wykaz gatunków
- Hagenbachia brasiliensis Nees & Mart.
- Hagenbachia columbiana Cruden
- Hagenbachia ecuadorensis Cruden
- Hagenbachia hassleriana (Baker) Cruden
- Hagenbachia matogrossensis (Poelln.) Ravenna
- Hagenbachia panamensis (Standl.) Cruden